# Гориш (Шибеник)
Гориш је насељено мјесто код Шибеника у Далмацији. Припада граду Шибенику, у Шибенско-книнској жупанији, Република Хрватска.

## Географија
Налази се 12 км сјевероисточно од Шибеника, на лијевој обали Чиколе.

## Становништво
Према попису из 1991. године, Гориш је имао 232 становника, од чега 213 Хрвата, 8 Срба и 11 осталих. Према попису становништва из 2011. године, насеље Гориш је имало 147 становника.
| Демографија | Демографија | Демографија |
| Година      | Становника  | Становника  |
| ----------- | ----------- | ----------- |
| 1971.       | 339         |             |
| 1981.       | 316         |             |
| 1991.       | 232         |             |
| 2001.       | 176         |             |
| 2011.       |             | 147         |

### Презимена
- Глигић — Православци
- Лабор — Римокатолици
- Ђаковић — Римокатолици
- Мандић — Римокатолици
- Радак — Римокатолици[3]